# Arlo the Alligator Boy
Arlo the Alligator Boy (bra: Arlo, o Menino Jacaré; prt: Arlo, o Rapaz-Jacaré) é um filme americano de aventura em 2D americano de 2021, de Ryan Crego em sua estreia na direção. O filme é protagonizado por Michael J. Woodard e Mary Lambert como Arlo e Bertie, respectivamente.
Arlo the Alligator Boy foi lançado pela Netflix em 16 de abril de 2021.

## Enredo
Arlo (Michael J. Woodard) é metade humano e metade crocodilo e até agora cresceu nos pântanos. Mas então ele descobre que é realmente de Nova York e que seu pai ainda mora lá. Sem mais delongas, Arlo parte em uma longa viagem a Nova York para procurar seu pai. No caminho, ele conheceu um grupo de forasteiros de quem rapidamente fez amizade e que se tornaram sua nova família.

## Elenco
- Michael J. Woodard como Arlo Beauregard
- Mary Lambert como Bertie
- Flea como Ruff
- Annie Potts como Edmée
- Tony Hale como Teeny Tiny Tony
- Brett Gelman como Marcellus
- Jonathan Van Ness como Furlecia
- Haley Tju como Alia
- Jennifer Coolidge como Stucky
- Vincent Rodríguez III como Ansel Beauregard